# Comerica Bank Challenger 1995
Il Comerica Bank Challenger 1995 è stato un torneo di tennis facente parte della categoria ATP Challenger Series nell'ambito dell'ATP Challenger Series 1995. Il torneo si è giocato a Aptos negli Stati Uniti dal 10 al 16 luglio 1995 su campi in cemento.

## Vincitori

### Singolare
Daniel Nestor ha battuto in finale  Chris Woodruff con il punteggio di 6–3, 5–7, 6–2

### Doppio
Sébastien Leblanc /  Brian MacPhie hanno battuto in finale  Bill Barber /  Ari Nathan con il punteggio di 6–3, 6–2